# (8714) 1995 OT
(8714) 1995 OT est un astéroïde de la ceinture principale découvert en 1995.

## Description
(8714) 1995 OT a été découvert le 24 juillet 1995 à l'observatoire de Nachikatsuura au Japon par Yoshisada Shimizu et Takeshi Urata.

### Caractéristiques orbitales
L'orbite de cet astéroïde est caractérisée par un demi-grand axe de 2,28 UA, un périhélie de 1,81 UA, une excentricité de 0,20 et une inclinaison de 4,15° par rapport à l'écliptique. Du fait de ces caractéristiques, à savoir un demi-grand axe compris entre 2 et 3,2 UA et un périhélie supérieur à 1,666 UA, il est classé, selon la JPL Small-Body Database, comme objet de la ceinture principale.

### Caractéristiques physiques
(8714) 1995 OT a une magnitude absolue (H) de 14,2 et un albédo estimé à 0,051.